# Johns Hopkins
Johns Hopkins, född 19 maj 1795 i Anne Arundel County i Maryland, död 24 december 1873 i Baltimore i Maryland, var en amerikansk affärsman och filantrop.
Hopkins föddes i en kväkarfamilj och grundade 1822 ett handelshus tillsammans med sina två bröder. 1847 drog han sig tillbaka från handelsrörelsen och ägnade sig åt bank- och järnvägsaffärer.
1873 donerade Hopkins fonder och fastigheter omfattande 7 miljoner dollar som delades i två lika stora delar, en del för att finansiera ett sjukhus i Baltimore och en del för att finansiera ett universitet, i enlighet med hans testamente från 1870. Sjukhuset skulle vara tillgängligt för alla utan åtskillnad avseende ras och hudfärg. Han donerade också en offentlig park till Baltimore och donerade pengar till ett barnhem för svarta barn.
Universitetet blev Johns Hopkins University som startade 1876. Sjukhuset blev Johns Hopkins-sjukhuset som öppnade 1889. En medicinsk fakultet som byggde på båda organisationerna startade sin undervisning 1893.